# Het gemeen
Het gemeen was de laagste van vier standen (bevolkingsgroepen) in de Republiek der Zeven Verenigde Nederlanden ten tijde van de Gouden Eeuw (1600 - 1700). De toenmalige maatschappij kon grofweg verdeeld worden in regenten, de gegoede burgerij, de kleine burgerij en het gemeen. Het gemeen was de laagste en armste bevolkingsgroep. Vaak moesten zij bedelen of stelen om te kunnen leven.